# Perkins Argentina
Perkins Argentina es una empresa fabricante de motores argentina, subsidiaria de Perkins Engines. Fue fundada en 1961.

## Historia
Nació como fabricantes de motores diesel bajo una licencia de Perkins Inglaterra la cual fue el negocio principal de la empresa por más de 40 años. Marcas como Dodge, Ford, Grosspal y Ranquel para toda su línea diesel, confiaron en Perkins durante más de dos décadas. Otras como GEMA, Araus y Vassalli utilizaron largamente sus impulsores para cosechadoras. Su mejor momento lo vivió en los años 1970, dedicada a la fabricación de motores para pick ups, camiones y tractores. Habría en funcionamiento más de 200 mil motores hechos por la empresa.

### En la década de 1990
Perkins de Inglaterra fue comprada por el Grupo Caterpillar de EE.UU. donde cambió la estrategia de Perkins en el mundo y comenzó una etapa de cancelación de Licencias y una de las últimas filiales en el mundo en cancelar la licencia fue la de Pertrak - continuadora de Perkins Argentina - (año 2005) debido a la excelente trayectoria de desarrollo de la marca Perkins en nuestro país. En virtud de asegurar el futuro a comienzos del 2000 se redefinió la nueva estrategia de negocios para los próximos 50 años donde con nuevos negocios de fabricación de autopartes y conjuntos para las distintas terminales automotrices de la región.

### 2006
En enero de 2006, Perkins Argentina exportó a Londres 7.000 blocks, para abastecer de motores de tres cilindros. Perkins ya había acordado en 2005 la exportación de unos 25.000 cigüeñales anuales a la matriz inglesa. En los dos casos, se trata de piezas con un grado importante de valor agregado (el precio promedio de un block ronda los 500 dólares), que exigirán inversiones por 2 millones de pesos en nuevas maquinarias y 50 nuevos puestos de trabajo. Pertrak cerró 2004 con una facturación de US$ 10 millones. Durante 35 años, hasta mediados de la década pasada, produjo motores: sus últimos clientes fueron Peugeot y Fiat. A la vez, la exportación de partes para motor está en alza: en 2002, se embarcaron US$ 173 millones y el año pasado, US$ 232 millones. Basso, Edival y Volkswagen clientes de Perkins.

## Nuevos rumbos
Se conformó alrededor de tres unidades de negocios: motores, hasta 2008 se mantenía en 1.500 unidades anuales; a ésta sumó la de repuestos y de autopartes, dos divisiones en crecimiento. La firma realiza el mecanizado de piezas para modelos como la nueva camioneta Amarok, que fabrica Volkswagen para el mercado regional; también produce partes para los modelos Peugeot 307, Citroën C4, Fiat Siena y la línea Cargo de Iveco. A esto le suma la producción que realiza para Scania y para Perkins en Inglaterra. Se dedicó la fabricación de repuestos para motores de camiones y pick ups.